# Stictochironomus akizukii
Stictochironomus akizukii är en tvåvingeart som först beskrevs av Tokunaga 1940.  Stictochironomus akizukii ingår i släktet Stictochironomus och familjen fjädermyggor. Inga underarter finns listade i Catalogue of Life.